# 蒂克尼约
蒂克尼约（法語：Tucquegnieux，法語發音：[tykɲø]）是法国默尔特-摩泽尔省的一个市镇，位于该省北部，属于布里埃区。

## 地理
蒂克尼约（49°18'38"N, 5°53'59"E）面积9.16 平方千米，位于法国大東部大區默尔特-摩泽尔省，该省份为法国东北部内陆省份，是洛林的一部分，北邻比利时、卢森堡，北起顺时针与摩泽尔省、下莱茵省、孚日省和默兹省接壤。
与蒂克尼约接壤的市镇（或旧市镇、城区）包括：特里约、昂代尼、阿努、阿夫里勒、贝坦维莱尔、迈里-曼维尔、桑西、瓦勒德布里埃。

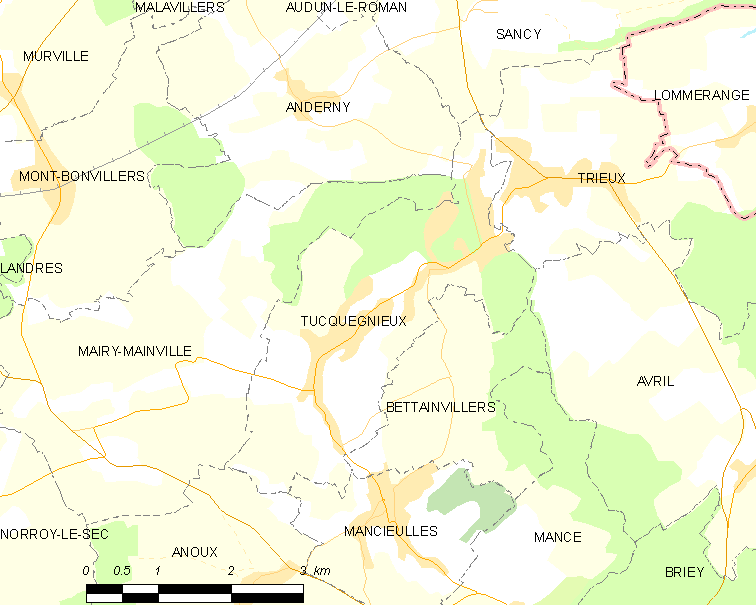
蒂克尼约的OSM定位图

蒂克尼约的时区为UTC+01:00、UTC+02:00（夏令时）。

## 行政
蒂克尼约的邮政编码为54640，INSEE市镇编码为54536。

## 政治
蒂克尼约所属的省级选区为布里埃地区县。

## 人口

1962-2008年间蒂克尼约人口变化图示

蒂克尼约于2022年1月1日时的人口数量为2434人。